# کارل بریگام
کارل بریگام (انگلیسی: Carl Brigham؛ ۴ مه ۱۸۹۰ – ۲۴ ژانویهٔ ۱۹۴۳) روان‌شناس اهل ایالات متحده آمریکا بود.